# Jogo linguístico
Um jogo linguístico (também chamado de língua secreta ou língua lúdica) é um sistema de manipulação de palavras faladas para render a elas incompreensão a um ouvido não treinado. Jogos linguísticos são usados primariamente por grupos como tentativa para camuflar suas conversações de outros.
Alguns exemplos comuns são o Pig Latin, que é usado em todo o mundo[carece de fontes?]; a família Gibberish, predominante nos Estados Unidos e Suécia; e o Verlan, falado na França.
Cada um destes jogos linguísticos envolve usualmente uma transformação padrão simples para a fala, codificando ela. As línguas podem ser mentalmente e facilmente codificadas e decodificadas por um falante habilidoso na variação de fala normal, enquanto estes que ou não conhecem o código ou não é praticado em fala rápida são abandonados ouvindo nada mas gibberish.
Uma dificuldade comum com jogos linguísticos é que eles são usualmente transmitidos oralmente.
Enquanto traduções escritas podem ser feitas, eles são frequentemente imperfeitos, e assim a soletração pode variar largamente.
Algumas facções argumentam que palavras nestas línguas faladas devem simplesmente ser escritas da forma que elas são pronunciadas, enquanto outros insistem que a pureza da língua demanda que a transformação permanece visível quando as palavras são imparted para o papel. Ao contrário do que afirmam, não há um léxico escrito definitivo para jogos linguísticos, mas ele é sem dúvida uma questão de dialeto.

## Uso
Jogos linguísticos são primariamente usados por crianças, para disguise sua fala dos outros. Alguns jogos linguísticos, tal como Pig Latin, são tão largamente difundidos que privacidade é praticamente impossível, pois muitas têm o conhecimento mínimo de como ele funciona, até mesmo se elas não podem falar ele. Embora jogos linguísticos não sejam usualmente usados em conversas do cotidiano, algumas palavras de jogos linguísticos têm feito sua forma dentro da fala normal, tal como ixnay no Inglês (do Pig Latin), e loufoque no Francês (do Louchébem).[carece de fontes?]

## Classificação
Uma forma na qual jogos linguísticos podiam ser organizados é por língua, por exemplo, Pig Latin, Ubbi Dubbi, e Tutnese poderiam todos ser na categoria "Inglês", e Jeringonza poderia ser na categoria "Espanhol".
Um método alternativo de classificação de jogos linguísticos é por sua função. Por exemplo, Ubbi Dubbi, Bicycle, e Allspråket, todos trabalham inserindo uma sílaba-código antes da vogal em cada sílaba. Portanto, estes poderiam ser classificados na família Gibberish. Também, Double Talk, Língua do Pê, Jeringonza, e B-Sprache, todos trabalham adicionando uma consoante depois da vogal em cada sílaba, e então repetindo a vogal. Então, estes podiam ser classificados na família Double Talk. Um outro tipo comum de jogo linguístico é o spoonerism, em que o começo de duas palavras são trocados. Usando uma palavra-padrão para cada transformação dá outro tipo, por exemplo, o Finlandês "kontinkieli", onde kontti é adicionado depois de cada palavra, e spoonerism aplicado (kondäntti koonerismspontti koppliedäntti).

## Lista de jogos linguísticos comuns
| Língua hospedeira    | Nome                                                                           | Regras básicas | Notas |
| -------------------- | ------------------------------------------------------------------------------ | --- | --- |
| Africâner            | Emmer-taal                                                                     | Inserir "mer" no final de cada palavra. Palavras longas que consistem de palavras compostas são com frequência quebradas dentro de duas ou mais palavras com o som "mer" inserido no meio e no final. | Exemplo. Daar onder in die vlei stap 'n mannetjie → Damer ommer immer diemer vleimer stammer immer mammer-tjiemmer. |
| Africâner            | P-taal                                                                         | Inserir "Əp" antes da primeira vogal de cada sílaba. Sílabas com consoantes embaralharadas devem seguir regras adicionais. | Escrevendo geralmente expressa os sons em vez das letras originais. Daar onder in die vlei stap 'n mannetjie → Depaar epondeper epen depie vlepei stepap epe mepannepekepie. |
| Albanês              | "Të folurit me f" (Falando com F)                                              | Todas as vogais são repetidas, e "f" é colocado entre elas. | Falado por muitas crianças e adolescentes, entre amigos. Similiaridades dialetais são observados em algumas áreas. Exemplo: "Ç'do bëjmë tani? (O que nós faremos agora? - dialeto Tosk)" torna-se "Çdofo bëfëjmëfë tafanifi?" |
| Alemão               |                                                                                | 'Lav' inserido após alguns sons de vogais. | |
| Alemão               | Língua B                                                                       | Cada vogal ou ditongo é reduplicado com um 'b' precedendo. | "Deutsche Sprache" → "Deubeutschebe Sprabachebe" |
| Alemão               | Löffelsprache (língua da colher)                                               | Cada vogal ou ditongo (falado) é reduplicado com 'lef', 'lew' ou 'lev' precedendo. | "Hallo! Wie geht es dir?" → "Halewallolewo! Wielewie geleweht elewes dilewir?" Também é possível como outras línguas: "Don't try to take me to New York!" → "Dolevon't trylevy tolevo tailevaik meleve tolevo Newlevew/Newlevoo Yolevork!" (Não tente me pegar em Nova Iorque) |
| Amárico              | Yewof q'uanq'ua (Língua de passarinho)                                         | Duplicar cada sílaba, mudando a consoante inicial com "z" na duplicada. | Ela ocorre onde uma letra amárica poderia aparecer, dessa forma que sew torna-se seze-wizih |
| Bengali              |                                                                                | Inserir "faado" no final de cada sílaba. Regras adicionais devem ser aplicadas para notar o final de uma palavra. | Exemplo: a palavra 'Aami" (eu ou mim) poderia ser começada como Aa-faado-Mi-faado falada muito rápidas. |
| Búlgaro              | Pileshki                                                                       | Inserir "pi" antes de cada sílaba. Apesar de simples, quando palavras rapidamente faladas tornam-se proximamente incompreensíveis. Com frequência chamada de "língua do frango" porque ela imita os sons que as aves fazem. Pileshko significa frango em búlgaro                                                               | |
| Birmanês             | ဗန္းစကား / Ban Zaga                                                                | Thor Zagar, coloca Thor no final de alguma palavra e muda a consoante da primeira e da última palavra. | Exemplo: achit → achor thit |
| Cantonês             | Língua S                                                                       | Repetir cada sílaba mudando a consoante inicial por /s/ | Usada por crianças e adolescentes para evitar compreensão por adultos. |
| Cebuano              | Kinabayo ('Língua do cavalo')                                                  | Imita o som de um um galope de cavalo. Para toda ocorrência de vogal, a seguinte regra é seguida: (a vogal)+'g'+(a vogal)+'d'+(a vogal). | "Ani-a ang salapi" torna-se "Agadanigidi-agada agadang sagadalagadapigidi" |
| Chinês               | Huizongyu, Qiekou ou Fanqie                                                    | Divide uma sílaba em duas: a primeira sílaba representa o começo da palavra original, a segunda representa o final | Deriva do sistema fanqie (um método tradicional de indicação da pronunciação de um caracter chinês através do uso de dois outros caracteres). Exemplo: ni hao → ningni heng hao |
| Coreano              | Gwisin Mal (귀신말; língua fantasma) / Dokkaebi Mal (도깨비말; língua do ogro) | Pôr "s + vogal" ou "b + vogal" entre sílabas | Exemplo 1: "Yasa! Neoseo! Jasal gasa (야사! 너서! 자살 가사)" em vez de "Ya! Neo! Jal ga (야! 너! 잘 가; Hey! Você! Adeus)" Exemplo 2: "Neoseo neoseomusu yeseppeoseo (너서 너서무수 예세뻐서)" instead de "Neo neomu yeppeo (너 너무 예뻐; você é tão simpático)" |
| Dinamarquês          | "Língua P"                                                                     | Todas as vogais são dobradas, e um 'p' é inserido entre as vogais dobradas. | Regras são idênticas para a língua P sueca |
| Dinamarquês          | "Røversprog"                                                                   | Todas as consoantes são dobradas, e um 'o' é inserido entre as consoantes dobradas. | Regras são idênticas para o islandês Goggamál |
| Esloveno             | papajščina                                                                     | Após cada vogal inserir P seguido pela mesma vogal; popular para a maior parte de crianças jovens | "zdravo" torna-se "zdrapavopo". Idêntico para o espanhol jeringonza descrito acima. |
| Espanhol             | Idioma F                                                                       | Cada vogal é reduplicada com a separação de 'F'. | Um variante de Jeringonza |
| Espanhol             | Dialeto da Cidade do México                                                    | Substituir uma palavra por outra que começa a mesma | Unas caguamas bien heladas → unas Kawasakis bien elásticas |
| Espanhol             |                                                                                | Adicionar uma certa sílaba antes de toda a sílaba original. | "Perro" → "Tipetirro" |
| Espanhol             | Jeringonza                                                                     | Cada vogal é reduplicada com uma separação de 'p'. | "No sabe nada" → "Nopo sapabepe napadapa" |
| Espanhol             | Rosarigasino (Gasó)                                                            | Adicionar gas após cada vogal tônica e repetir a vogal tônica. | "Don Quijote de la Mancha" → "Don Quijogasote de la Magasancha" |
| Espanhol             | Vesre                                                                          | Ordem das sílabas é invertida. | "Muchacho" → "Chochamu" Usado em Argentina, Uruguai, e Peru |
| Esperanto            | Esperant'                                                                      | Mudar o acusativo com a preposição je, e o final -o de substantivos com um apóstrofo, todos enquanto mantendo a letra da gramática oficial se não o uso atual. | "Oni ĉiam obeu la Fundamenton" torna-se "Ĉiamu onia obe' je l' Fundament'" |
| Filipino / Tagalo    | Binaliktad ('Inverted')                                                        | Troca a primeira e a última sílaba de alguma palavra de duas sílabas. Prefixar última sílaba onto primeira sílaba e afixar a primeira sílaba após a segunda para a última primeiro em alguma palavra maior que duas sílabas. Algumas vezes "s" é adicionado para certas palavras para efeito estilístico.                      | Ex: Hindi (No) torna-se Dehins (e e i são alofones em línguas das Filipinas). S adicionado como destaque estilístico. Sigarilyo (tomado do termo espanhol Cigarillo) torna-se Yosi (última e primeira sílabas, sílabas do meio omitidas). Katulong (ajudante doméstico) torna-se Lóngkatuts (última sílaba prefixada, ao longo de outras sílabas movidas. t afixado como significado de palavra diferenciada de algumas subsequentes. s é adicionado como destaque estilístico. Também aplicável para palavras inglesas como Father e Mother, que tornam-se Erpats e Ermats. |
| Finlandês            | Sananmuunnos                                                                   | Spoonerism: trocar primeiro morae de palavras | Aplicar harmonia de vogais de acordo como a sílaba inicial, reparar "ditongos quebrados" dentro de ditongos permitidos |
| Finlandês            | Kontinkieli                                                                    | Adicionar a palavra 'kontti' após cada palavra e aplicar a mesma conversão como em sananmuunnos. | Equivalente finlandês de Pig Latin. Este jogo é também chamado de siansaksa ('Pig German'), que é uma expressão comum para gibberish inteligível. |
| Finlandês            | A-Kieli (língua A)                                                             | Mudar todas as vogais com a vogal "a". | Por exemplo: "Mitä sä teet" torna-se "Mata sa taat" |
| Francês              | Louchébem                                                                      | Mover a consoante inicial para o final e adicionar '-em' (o sufixo deve ser diferente em outras variações). Prepend 'l' ('L') para a palavra-base. | Inicialmente criptolecto de açougueiros parisianos/lioneses. exemplo: parler → larlepem |
| Francês              | Verlan                                                                         | Substantivos invertidos na ordem das sílabas. | Exemplos: arabe → beur; femme → meufeu |
| Francês              | Jargão                                                                         | Cada vogal é mudada por "adaga" para A, "edegue" para E, "odogo" para O etc... | |
| Francês              | Javanais                                                                       | Inserção de 'av' entre consoantes e vogais... | |
| Francês              | Loght el V                                                                     | Depois de todas as vogais, inserção de 'v', então a vogal. | Um "dialeto" egípcio de Javanais, usado por crianças e adolescentes em escolas falantes de francês no Cairo para evitar a compreensão por adultos (especialmente por professores). |
| Grego                | Podana                                                                         | Semelhante para o espanhol vesre. | |
| Grego                | Korakistika                                                                    | Inserir "k" e a(s) vogal(is) da sílaba original após cada sílaba | "Kalimera" → "Kaka liki meke raka" |
| Grego                | Splantziana                                                                    | As vogais de cada palavra são colocadas antes das consoantes | Exemplos: στόμα → όσταμ ; άριστα → άϊραστ Também usado em Creta e Chania |
| Hacá                 | Dialeto yuantang                                                               | Cada consoante e vogal é mudada por uma palavra hacá. Semelhante para soletrações fanqie. | 食饭 [sit fan] → 手习花散 [siu jit fa san] → [s(iu) (j)it f(a) (s)an] |
| Hebraico             | Língua Beta                                                                    | Idêntico para a língua B alemã descrita acima. | Uma música que venceu o Eurovision Song Contest foi nomeada "A-Ba-Ni-Bi", baseado neste jogo. |
| Húngaro              | Madárnyelv (língua dos pássaros)                                               | Repetir cada vogal e adicionar 'v' | Uma variação de Gibberish (e.g. látok I see → lávátovok) |
| Húngaro              | madárnyelv (língua dos pássaros)                                               | Repetir cada vogal e adicionar 'rg' | (e.g. látok I see → lárgátorgok) |
| Húngaro              | Kongarian                                                                      | Adicionar 'ko' antes de cada sílaba | (e.g. látok Eu vejo → kolákotok) |
| Húngaro              | Verzin                                                                         | Ordem das sílabas é invertida. | Versão húngara de "verlan". (por exemplo, hátra backwards → rahát) |
| Indonésio            | Bahasa G                                                                       | Repetir cada vogal e adicionar G. | Por exemplo, a sentença "Belajar itu susah" torna-se "begelagajagar igitugu sugusagah." |
| Indonésio            | Bahasa Oke                                                                     | Pegar apenas a primeira sílaba de uma palavra e mudar a vogal com oke, oka ou oki. | Por exemplo, "Buku" torna-se "Bokeku", "Bokaku", ou "Bokiku". |
| Inglês (etc.)        | Pig Latin                                                                      | Mover o ataque da primeira sílaba para o final de cada palavra, e adiciona "ay" (eɪ). | Quando uma palavra começa com uma vogal (não há ataque), você simplesmente adiciona "ay", "way", "yay", ou "hay" (dependendo da variação) no final. |
| Inglês (etc.)        | Aigy Paigy (ou Haigy Paigy, etc.)                                              | Insere"aig" (ˈeɪɡ) antes da rima de cada sílaba. | Por exemplo, "hello" torna-se "haigellaigo" |
| Inglês (etc.)        | Ubbi Dubbi (ou Obby Dobby)                                                     | Insere "ob" (ˈɒb) ou "ub" (ˈʌb) antes da rima de cada sílaba. | Também chamada de Pig Greek; parte da família Gibberish |
| Inglês (etc.)        | Jaredian                                                                       | Inverte a palavra, e muda as letras com letras e combinações de letras do alfabeto cirílico. | Por exemplo, "hello" torna-se "оллэх" ou "olleh" |
| Inglês               | Jargão de rimas londrino                                                       | Pares de rimas canônicos de palavra; falantes com frequência queda da segunda palavra de pares comuns. | wife → trouble [e strife]; stairs → apples [e pears] |
| Inglês               | Gibberish                                                                      | Inserir ("itherg" para palavras de 1 a 3 letras, "itug" para palavras de 4 a 6 letras, e "idig" para palavras com mais de 7 letras) depois da primeira consoante de cada sílaba. | Gibberish é também uma família de jogos linguísticos semelhantes. |
| Inglês               | Inglês Inflacionário                                                           | Alguma vez um número é presente em uma palavra, infle seu valor por um. | "Anyone up for tennis?" torna-se "Anytwo up five elevennis?" Originalmente parte de um esboço de comédia por Victor Borge. |
| Inglês               | -izzle                                                                         | Inserir "-izzle" depois da última consoante pré-vogal de uma palavra enquanto descarta as letras pertencentes. | Mizzlery Christmalizzles. (Merry Christmas) |
| Inglês               | Back slang                                                                     | Formado ao falar palavras invertidas; onde necesssário, anagramas devem ser empregados para socorrer a pronunciação. | Usada por açougueiros na Austrália para camuflar as conversas de detalhes de compra dos clientes. |
| Inglês               | Spoonerism                                                                     | Formado trocando sons proeminentes, usualmente as primeiras letras, de palavras consecutivas. | Por exemplo, "The pig is sick" torna-se "The sig is pick", "she nicked my pose" torna-se "she picked my nose", "light a fire" torna-se "fight a liar". |
| Inglês               | Tutnese                                                                        | Soletrar palavras usando um léxico de nomes para consoantes, e regras especiais para letras duplas. | How are you? - Hashowack arure yuckou? Como está você? |
| Italiano             | Latino Maccheronico                                                            | (ver abaixo: Línguas românicas, Latim macarrônico) | |
| Italiano             | Alfabeto farfallino                                                            | Adicionar 'Fx' após todas as sílabas. x é a vogal na sílaba correspondente da palavra real. ex.: ciao → cifiafaofo (ci-FI-a-FA-o-FO) | Aplicando a mesma 'regra' para a palavra inglesa hello, nós poderíamos obter: he-FE-llo-FO |
| Islandês             | Goggamál                                                                       | Consoantes são mudadas para '<consoante> o <consoante>'. O 'o' é pronunciado como em "hot". | Exemplo: Islandês: "Hvernig hefur þú það?" → "Hohvoverornonigog hohefofuror þoþú þoþaðoð?" Inglês: "How are you doing?" → "Hohowow arore yoyou dodoinongog?" Como está você? |
| Japonês              | Babigo                                                                         | Mesmo como Double Talk ou o espanhol Idioma F | Exemplo: pôr "b" + vogal entre sílabas, "waba taba shibi waba" em vez de "watashi-wa" |
| Línguas românicas    | Latim macarrônico                                                              | Vocabulário romance é dado de terminações latinas. | "de Don Quijote de la Mancha" torna-se "Domini Quijoti Manchegui" |
| Macedônio            | Папагалски / Parrotish                                                         | Pôr "P" (п) após todas as vogais e repetir a vogal novamente | Exemplo: "Ова е Википедиjа" torna-se "Оповапа епе Випикипипедипијапа" |
| Malaio               | Ke-an                                                                          | Adiciona o circunfixo "ke-...-an" para todas as palavras rendendo a elas todas substantivos ou noun-like. Palavras com afixos são stripped para suas palavras de origem primeiro. | Usado para diversão em vez de encriptografar, como resultados são facilmente entendidos e algumas mudanças drasticamente afetam o significado. "Kenapa kau selalu buat begitu? Kau tidak rasa malukah?" → "Kekenapaan kekauan keselaluan kebuatan kebegituan? Kekauan ketidakan kerasaan kemaluan?" ("malu": pudor; "kemaluan": partes privadas) |
| Malaio               | "Meia língua"                                                                  | A última sílaba, excluindo sua primeira consoante, é descartada de uma palavra de 2 ou 3 sílabas; similarmente, as últimas duas são descartadas de uma palavra de 4 ou 5 sílabas. Variação: Adiciona um 's' para cada palavra "dividida".                                                                                      | "susu besar" → "sus bes"; "gunung tinggi" → "gun ting"; "Kenapa kau selalu buat begitu?" → "Kenaps kau selals buat begits?" |
| Mandarim             | Fanqie                                                                         | | |
| Marata               | "Cha-Bhasha"                                                                   | O primeiro fonema é mudado por "cha" e o som descartado é adicionado após a palavra. Variação: apenas substantivos são encoded. | "Dhungan dukhtay kaa?" → "Changandhu chakhtaydu chaak?"; Variação: "Dhungan dukhtay kaa?" → "Changandhu dukhtay kaa?" |
| Neerlandês           |                                                                                | Invertidos elementos e palavras. | Um código mercantile |
| Neerlandês           | P-taal                                                                         | Inserir "Əp" antes da primeira vogal de cada sílaba. Sílabas com consoantes embaralhadas devem seguir regras adicionais. | Escrevendo geralmente descreve os sons em vez das letras originais. Daar op straat staat een mannetje → Depaar epop epin depie strepaat stepaat epen mepannepetjepe. |
| Neerlandês           | Okki-taal                                                                      | Adiciona -okki para alguma consoante, e muda as vogais com um número correspondendo a ordem das vogais no alfabeto (por exemplo, a → 1, e → 2, etc.) Ex. example → 2 xokki 1 mokki pokki lokki 2. | Jogo popular de crianças. |
| Neerlandês           | Panovese Kal                                                                   | Misturando caracteres em uma forma particular. | Usado em Kortessem, Limburgo, ca. 1900. Ex. "Onze vader die in de hemelen zijt" → "Onze zeder die in de vamelen hijt". |
| Norueguês            | Røverspråk                                                                     | Pegar a primeira letra de cada palavra, pôr ela no final da palavra, e então adicionar "al" no final da nova palavra. | No: "Slik snakker man røverspråk på norsk." → Liksal nakkersal anmal øverspråkral åpal orsknal. En: "This is how you speak røverspråk in Norwegian." → Histhal sial owhal ouyal peaksal øverspråkral nial orwegiannal. |
| Persa                | Zargari                                                                        | Inserir o som [z] em algum lugar para cada sílaba. Em palavras monosílabas, o [zV] é inserido entre os fonemas inicial e final; por exemplo, mazan < man 'eu'; azaz < az 'de'; tozo < para 'tu' (singular 'you'), etc. | |
| Português            | Sima                                                                           | | |
| Português            | Língua do Pê                                                                   | Depois de cada sílaba de todas as palavras em uma frase adicionar "p" + a vogal precedente (e umas poucas consoantes - como m, n, r, s...) | "Olá, tudo bem com você?" poderia ser: "Opôlapa, tupudopô bempem compom vopocêpe?" |
| Português            | Língua do i                                                                    | Cada vogal é mudada para um "i". | "Olá, tudo bem?" poderia ser: "Ili, tidi bim?" |
| Romeno               | păsărească (língua dos pássaros)                                               | Após cada sílaba, adicionar 'p' e repetir a última vogal | "maşină" torna-se "mapaşipinăpă" |
| Romeno               | greaca vacească (vaca grega)                                                   | Após cada palavra, adicionar 'os' | "istorie" torna-se "istorieos" |
| Russo                | Fufajskij yazyk                                                                | Inserir "pe" antes de cada sílaba. | |
| Russo                | Latim Porosyachia                                                              | | |
| Sérvio-croata bósnio | Šatrovački                                                                     | Vários estilos de reordenação de sílabas | "zdravo" torna-se "vozdra" |
| Sérvio               | Utrovački                                                                      | Palavras são formadas usando: U + última parte + ZA + primeira parte + NJE | "zdravo" torna-se uvozazdranje |
| Sérvio               | Porco Italiano                                                                 | "are" é adicionado para palavras ou suas origens | "krava pase travu" torna-se "kravare pasare travare" |
| Somali               | Af Jinni (língua Djinni)                                                       | Adicionar uma consoante de sua escolha seguida pela vogal precedente após cada vogal na palavra. | Exemplo: Ahlan (significa Hallo) tem duas sílabas, desse modo quando usada com B, ela será abahlaban (aBAh-laBAn). En: enjoying → eBEnjoBOyiBIng, eben-jobo-yibing. |
| Sueco                | Allspråket                                                                     | A primeira consoante em cada palavra termina com 'all'. | Sv: "Hur är läget?" → Hallur ärall lalläget? En: "How are you doing?" → Hallow aralle yallou dalloing? |
| Sueco                | Fikonspråket                                                                   | Cada palavra é dividida em duas halves (ou cada sílaba). As partes são então colocadas na ordem reversa para formar uma palavra nova (algumas vezes escrita como duas palavras) começada com "fi" e terminada com "kon" ("Fikon" é sueco para fig).                                                                            | "Hur är läget?" → Fir hukon fir äkon figet läkon? Como está você? → Fiw hokon fir(e) akon fio(u) ykon fiing dokon? |
| Sueco                | I-sprikit                                                                      | Todas as vogais são mudadas para 'i'. | "Can I go to the mall?" → "Cin I gi ti thi mill?" (Eu) Posso ir ao shopping? |
| Sueco                | "Língua P"                                                                     | Todas as vogais são dobradas, e um 'p' é inserido entre as vogais dobradas. | Exemplo: Rövarspråket → Röpövaparspråpåkepet |
| Sueco                | Rövarspråket                                                                   | Consoantes são mudadas para '<consoante> o <consoante>'. O 'o' é pronunciado como em "hot". | Sv: "Hur är läget?" → Hohuror äror lolägogetot? En: "How are you doing?" → Hohowow arore yoyou dodoinongog? Como está você? |
| Turco                | Kuş Dili (língua dos pássaros)                                                 | Depois de cada sílaba, adicionar 'ga', 'ge', 'gi', 'go' ou 'gu' | "Ben okula gidiyorum" (Eu irei a escola) torna-se "Begen ogokugulaga gigidigiyogorugum" |
| Urdu (Paquistão)     | Fay ki Boli                                                                    | Inserir "fay" (alfabeto da língua urdu correspondente para o som de 'F' em inglês) no meio de cada sílaba (usualmente antes da vogal - dividindo a sílaba em duas) em cada palavra. Em alguns verbos monosílabos, "yay" (alfabeto urdu para 'Y') é adicionado depois de fay e em reverso antes de completar o resto da metade. | Falado e entendido largamente em Karachi (Paquistão) e por falantes de urdu nativos. Fay pode ser mudado por muitas outras consoantes para formar outra variedade. |
| Urdu (Paquistão)     | Pay ki Boli                                                                    | Inserir "pay" e "noon" (alfabeto da língua urdu correspondente para o som de 'P' e 'N' respectivamente em inglês) no meio de cada sílaba (usualmente antes da vogal - dividindo a sílaba em duas - terminando primeiro a metade em pay e começando a próxima com noon) em cada palavra.                                        | Não comumente conhecido e muito complexo para até mesmo quem conhece como ela trabalha, especialmente quando falada em rápida velocidade, resultando em privacidade prática. |
| Vietnamita           | Nói lái                                                                        | Escolher os tons, a ordem de duas sílabas em uma palavra ou a consoante inicial e rima em cada sílaba | Exemplo: "bầy tôi" all the king's subjects → "bồi tây" French waiter "bí mật" secret → "bật mí" revealing secret |